# Jesús Puente Fontanes
Jesús Ignacio Puente Fontanes (Cardavella-La Estrada, 19 de octubre de 1898 - Pontevedra, 5 de junio de 1937) fue un político republicano español, víctima de la represión del bando franquista en la Guerra Civil.

## Biografía
Dueño de una sastrería en Estrada, estaba vinculado al sindicato agrario de Guimarey y figuró en la candidatura del Círculo Republicano que ganó en la localidad las elecciones municipales de 1931 que dieron paso a la Segunda República. Fue teniente de alcalde en la alcaldía presidida por Juan Manuel Rodríguez Seijo. Una crisis municipal en 1934 lo aupó a la alcaldía, pero ese mismo año fue detenido el 15 de octubre por la huelga general de Asturias, aunque fue liberado poco después. Fue secretario de Propaganda de Izquierda Republicana y al constituirse la gestora municipal en mayo de 1936, ocupó de nuevo la alcaldía. Con el golpe de Estado que dio inicio a la Guerra Civil el 18 de julio de ese año, fue detenido por los sublevados y juzgado en consejo de guerra en Pontevedra bajo la acusación de rebelión militar. Condenado a muerte, fue ejecutado en la misma ciudad, en la avenida de Buenos Aíres, el 5 de junio del año siguiente.